# Grocery Outlet
Grocery Outlet, Inc., tidigare Cannery Sales och Canned Foods, är ett amerikanskt detaljhandelsföretag som driver lågprissnabbköp under namnet Grocery Outlet Bargain Market i delstaterna Idaho, Kalifornien, Nevada, Oregon, Pennsylvania och Washington. De förfogade över 380 lågprissnabbköp och hade omkring 946 anställda för den 2 januari 2021.

## Historik
Detaljhandelskedjan grundades 1946 som Cannery Sales i San Francisco i Kalifornien av Jim Read, där han köpte överskottsmateriel från USA:s federala statsmakt och sålde dem i andra butiker. 1970 bytte företaget namn till Canned Foods och fick sin nuvarande inriktning. Tre år senare öppnade man sin första egna butik, och det skedde i Redmon i Oregon. 1992 fick företaget sitt nuvarande namn. 2009 gjorde riskkapitalbolaget Berkshire Partners en betydande investering i Grocery Outlet. Samma år la man också till "Bargain Market" i namnet på sina butiker. 2014 sålde Berkshire Partners företaget till ett annat riskkapitalbolag i Hellman & Friedman för mer än en miljard amerikanska dollar. I juni 2019 blev man ett publikt aktiebolag och aktien började handlas på Nasdaq.